# Pula
Pour les articles homonymes, voir Pula (homonymie) et Pola.

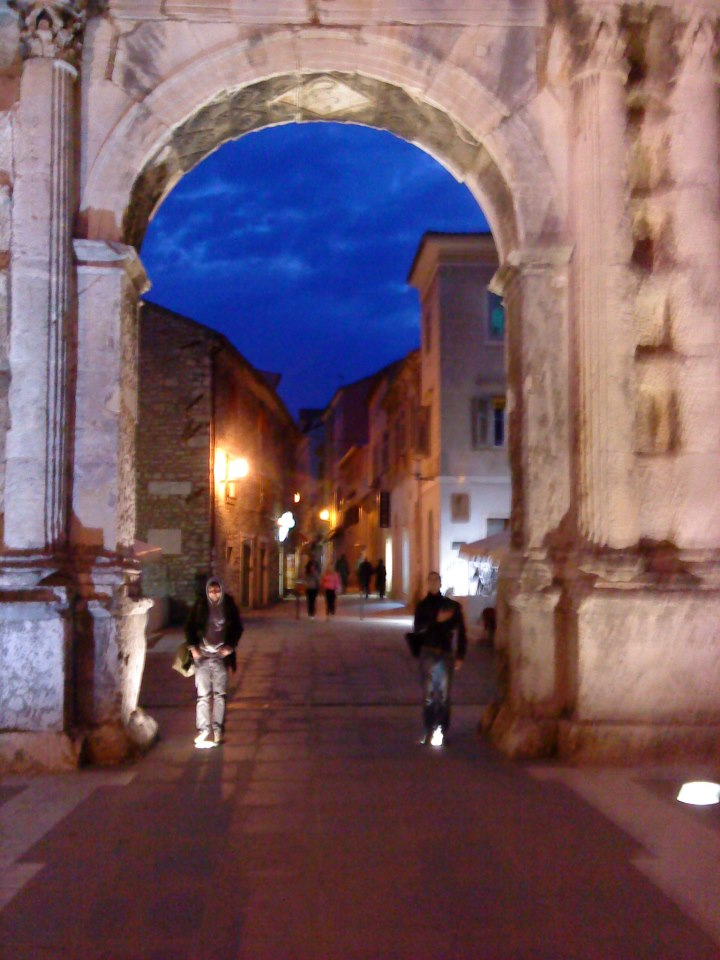
La Porte d'or de Pula.

Pula (en italien : Pola ; en slovène : Pulj) est une ville et une municipalité située en Istrie, dans le comitat d'Istrie, en Croatie.
Au recensement de 2001, la municipalité comptait 58 594 habitants, dont 71,65 % de Croates, 5,83 % de Serbes et 4,82 % d'Italiens ; 8,28 % des habitants n'ont pas indiqué d'affiliation ethnique.
Il s'agit d’une commune bilingue croate/italien. Pula est la seule localité de la municipalité.
Pula regroupe nombre d’architectures différentes dans un espace restreint. Les temples romains y défient les palais baroques, les églises chrétiennes font face aux villas autrichiennes, et des pans de murs médiévaux voisinent avec des édifices remontant à l’Antiquité.

## Histoire

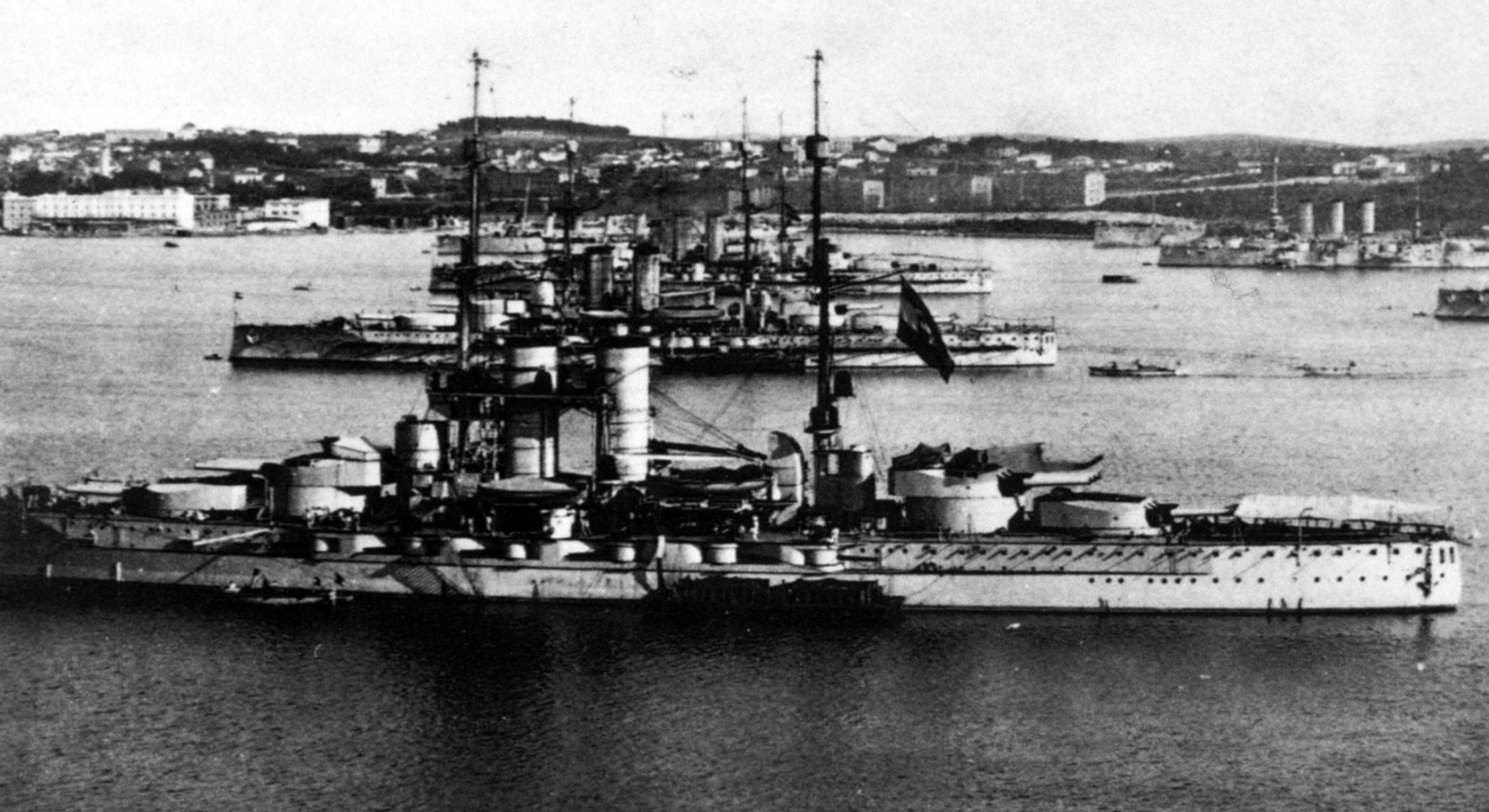
Les dreadnoughts austro-hongrois à Pola en 1915.

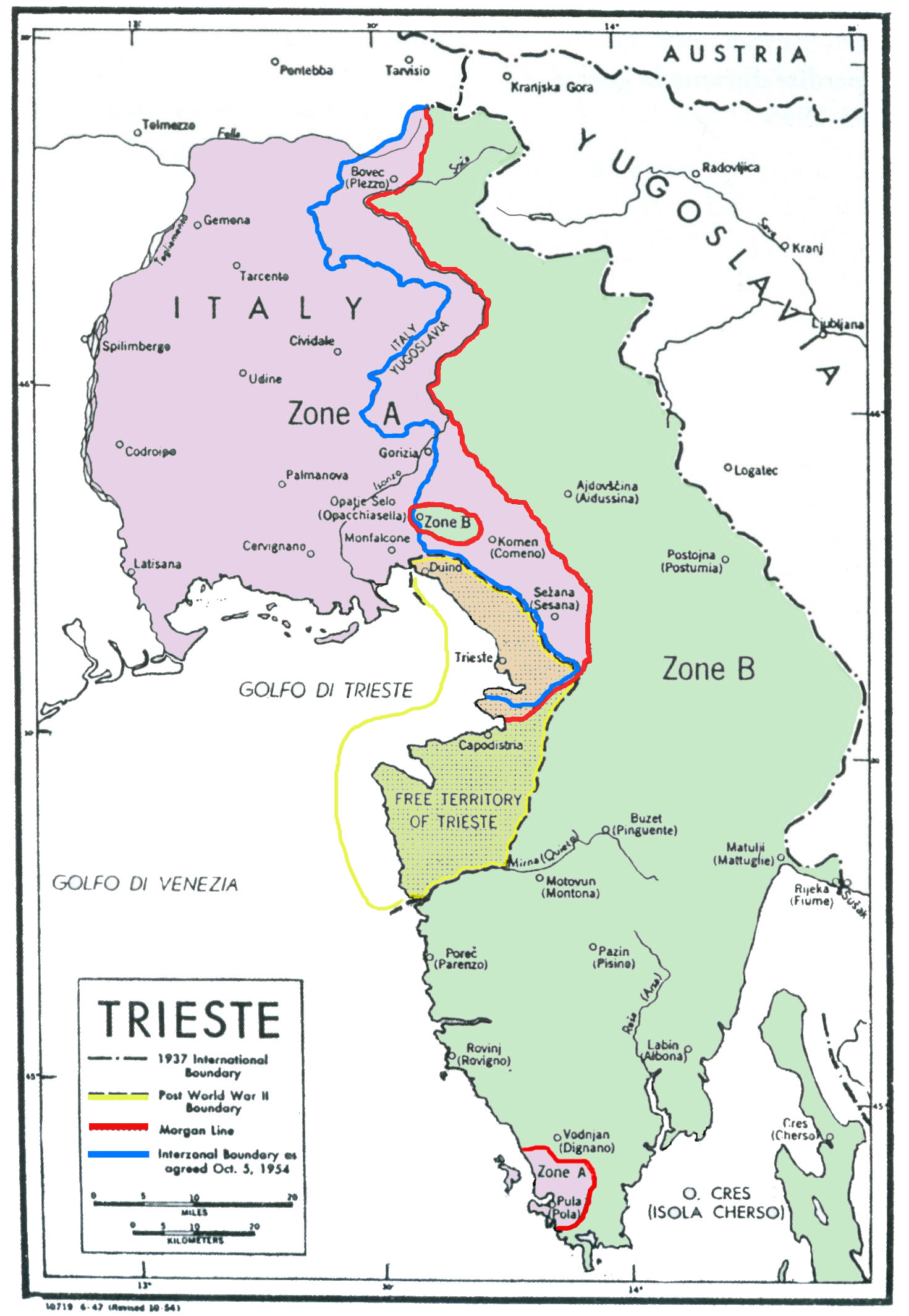
La division de la Vénétie julienne entre juin 1945 et septembre 1947 : en lilas, la zone A (occupation américano-britannique, administration civile italienne) ; en vert, la zone B (occupation et administration civile yougoslaves) ; en rouge, la « ligne Morgan » qui les séparait ; le territoire libre de Trieste en surimpression jaune ; et la frontière de 1954 en bleu (par laquelle Pula devient yougoslave), officialisée au traité d'Osimo.

L’histoire de la ville de Pula remonte à près de 3 000 ans. Une légende locale place le mythe des Argonautes, en quête de la Toison d'or, non pas en mer Noire, mais en mer Adriatique, et en fait les fondateurs de Polis, la future Pula. En fait, il y a bien eu une colonisation grecque dans les environs, sur l’île de Cres (Chersos en grec) où ils fondèrent la colonie d’Apsoris.
Un des plus importants édifices de la ville est l’amphithéâtre romain de Pula, arena en latin. On trouve également dans l’ancienne ville romaine de Pola un temple d'Auguste, l’ancien capitole du forum (transformé en palais communal), un arc de triomphe (l'arc des Sergii), un mur d’enceinte en ruines et les restes (dont la façade) de deux théâtres antiques.
Des fouilles récentes ont permis de mettre au jour les fondations de différents quartiers romains, les travaux sont encore en cours (2006).
Après avoir appartenu au thème byzantin de Dalmatie, Pola devient possession vénitienne au XIVe siècle. Fortifiée par l’ingénieur militaire français Antoine de Ville, la ville s'affirme au XIXe siècle comme la principale base navale de l’Autriche-Hongrie, et est renforcée en conséquence. Pola abritait un observatoire astronomique et le service hydrographique de la marine austro-hongroise. La ville est alors multiculturelle : il y a une majorité d’Italiens ainsi qu'une forte présence d'Autrichiens, de Slaves et d'autres nationalités dans la ville et ses environs.
À l’issue de la Première Guerre mondiale, les troupes italiennes occupent Pola, annexée à l'Italie comme le reste de l’Istrie.
À la fin de la Seconde Guerre mondiale, le 4 mai 1945, la ville est prise par les troupes yougoslaves. Elle est occupée par les troupes anglo américaines.En 1947, en l'espace de quelques mois, 28 058 Italiens sur une population d'environ 31 000 quittent alors la ville pour échapper aux massacres des foibe et choisissent la voie de l'exil. L'Explosion de Vergarolla (it) participe à une ambiance anti-italienne. Les maisons et les propriétés des Italiens exilés sont aussitôt occupées par des citoyens yougoslaves que le régime de Tito fait arriver du reste du pays.  Puis, en 1954, est intégrée à la Yougoslavie (sous le nom de « Pula ») comme l’est déjà le reste de la péninsule istrienne depuis 1947. La cession de la ville est entérinée par le traité d'Osimo de 1975. En 1995, la Croatie gagne la Guerre de Croatie et obtient son indépendance. Pula est croate.

## Transport

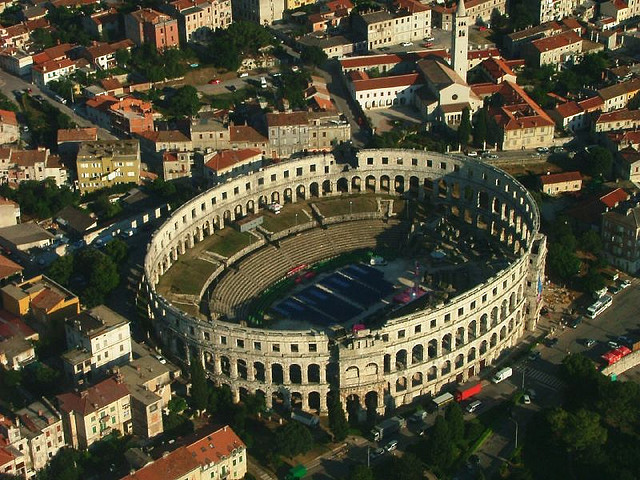
L'amphithéâtre romain de Pula-Pola.

Pula est l'arrivée de la piste cyclable EuroVelo 9 qui part de Gdańsk sur la mer Baltique et traverse Pologne, Tchéquie, Autriche, Slovénie et Croatie.
L'aéroport de Pula international est exploité par diverses compagnies lowcost (Ryanair, etc.) et la compagnie nationale Croatia Airlines, mais la plupart des liaisons aériennes se font par Trieste ou Zagreb.

## Tourisme
En 1870 à Pula avait été créé le premier musée de la marine du monde en Autriche. C'est sur les îles au large de Pula que l'intelligentsia yougoslave résidait en été, de même que le maréchal Tito, dont la résidence a été ouverte au public en 2005.
Pula possède un festival de cinéma international, le Festival du film de Pula.

## Maire
| Législature | Nom                | Parti(s)    | Note  |
| ----------- | ------------------ | ----------- | ----- |
| 2005-2009   | Boris Miletić (en) | IDS         |       |
| 2009-2013   | Boris Miletić (en) | IDS-SDP     | [ 8 ] |
| 2013-2017   | Boris Miletić (en) | IDS         |       |
| 2017-2021   | Boris Miletić (en) | IDS         |       |
| 2021-2025   | Filip Zoričić (hr) | Indépendant | [ 1 ] |

## Galerie d'images

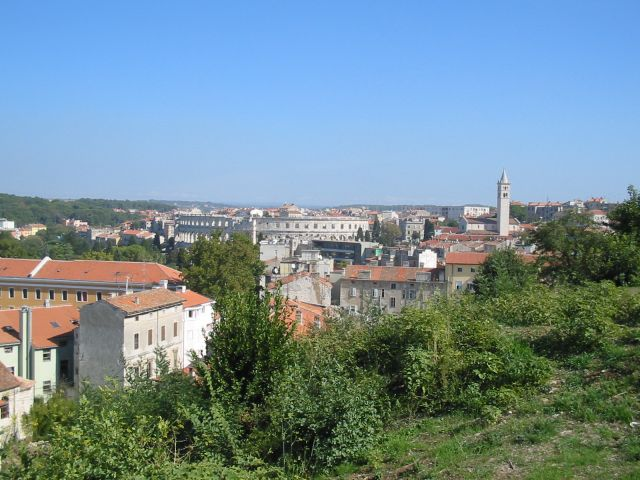
Pula vue de sa citadelle.
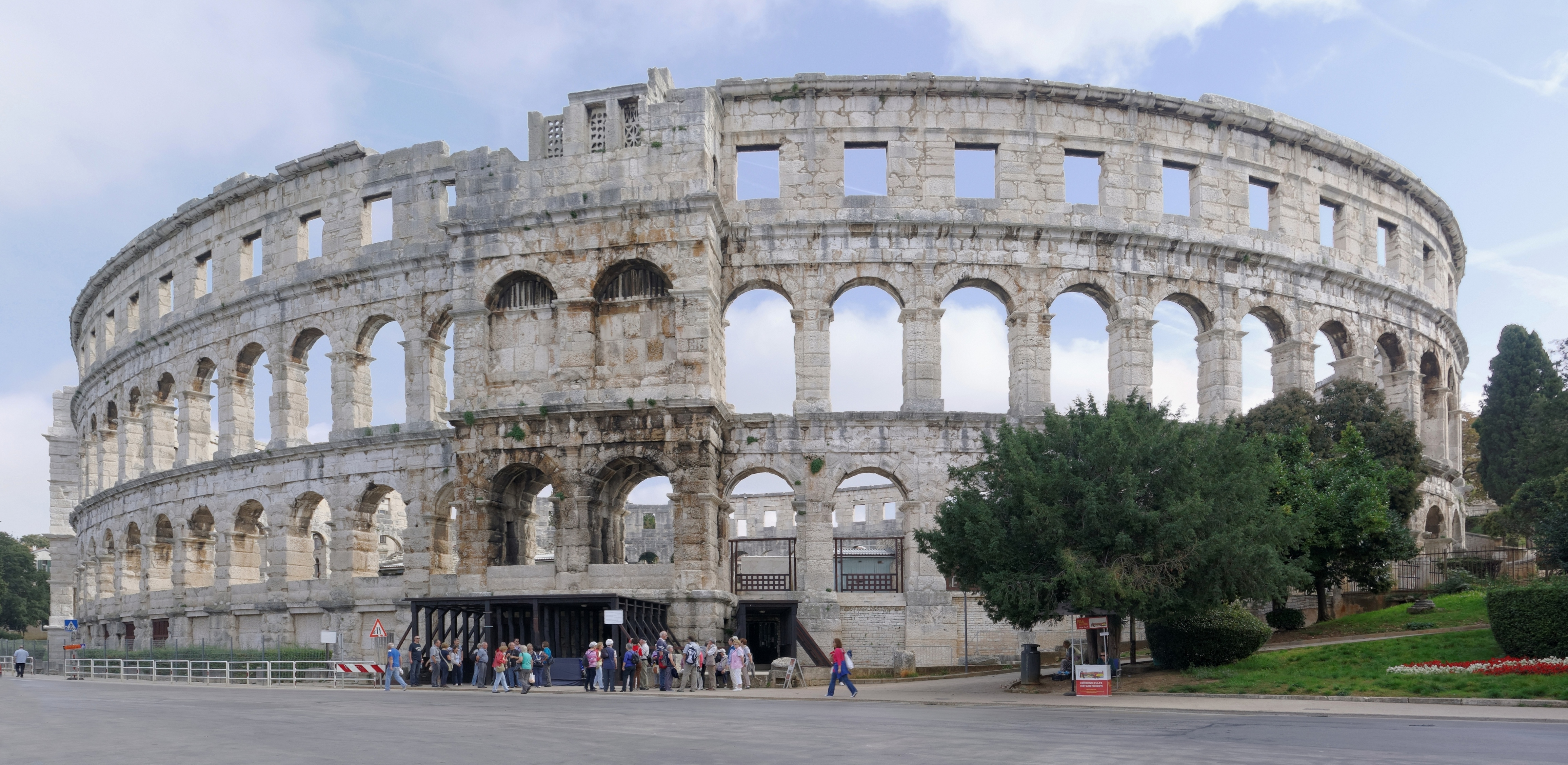
L'amphithéâtre de Pula.
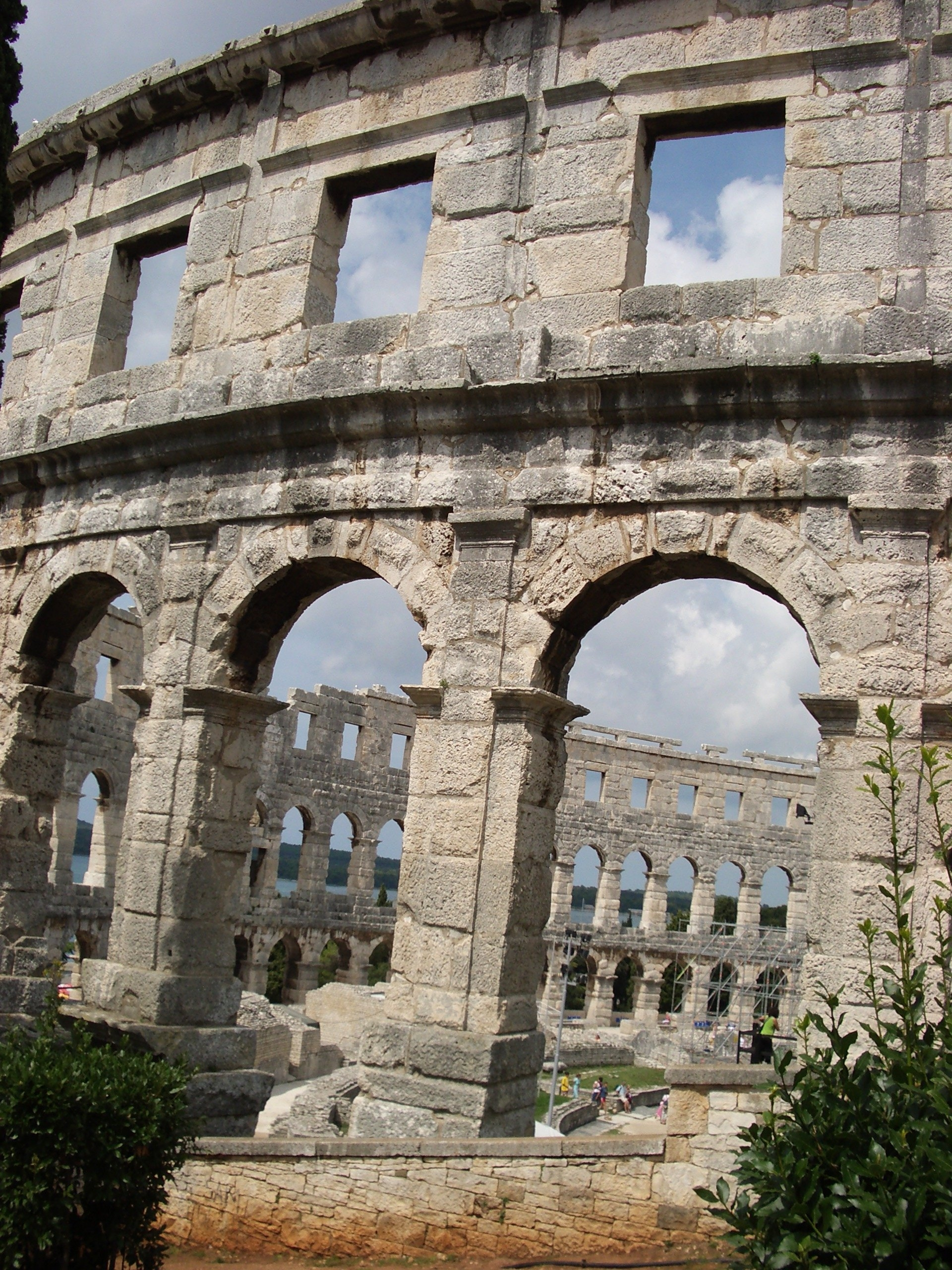
Amphithéâtre.
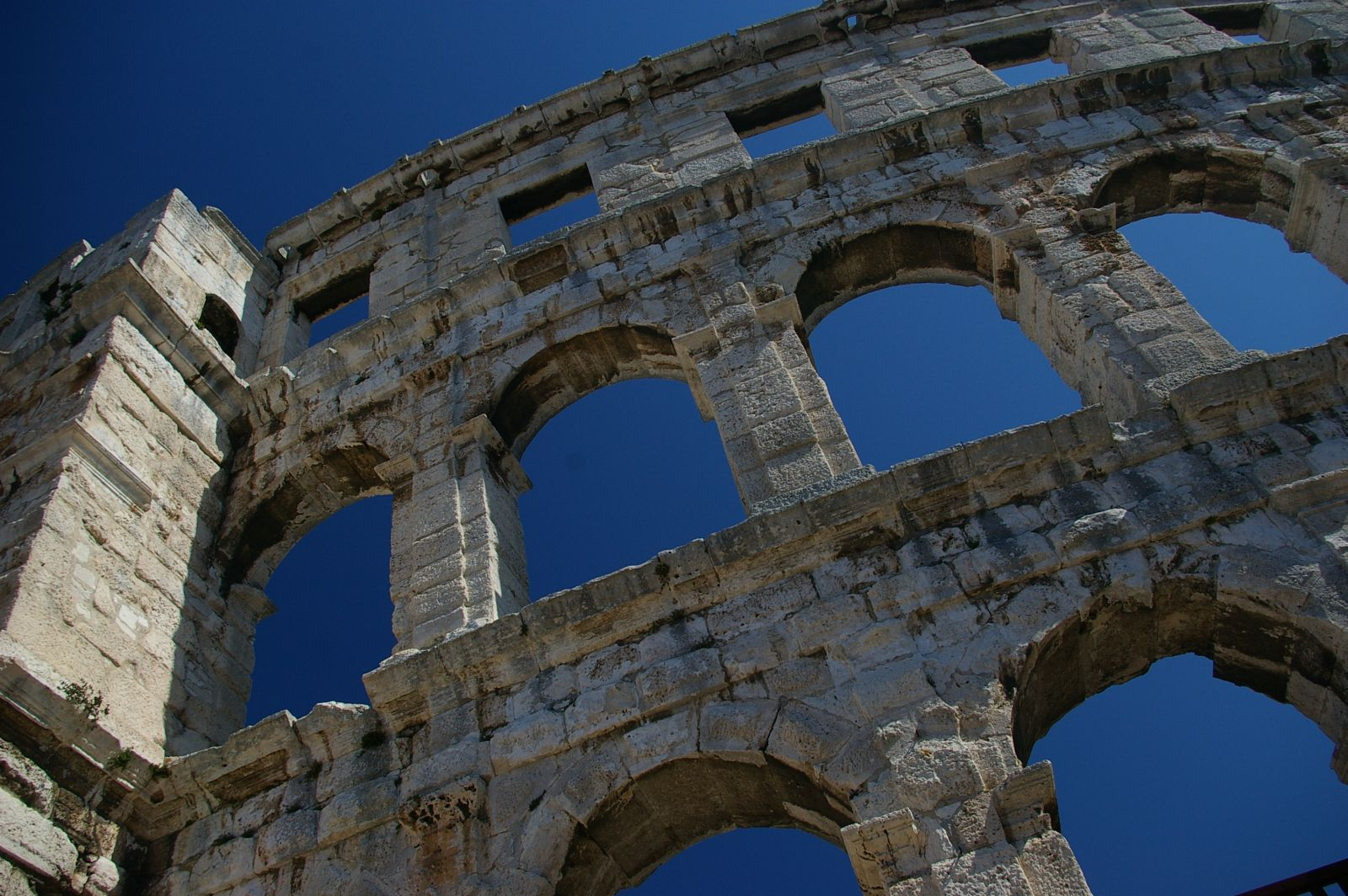
Amphithéâtre.
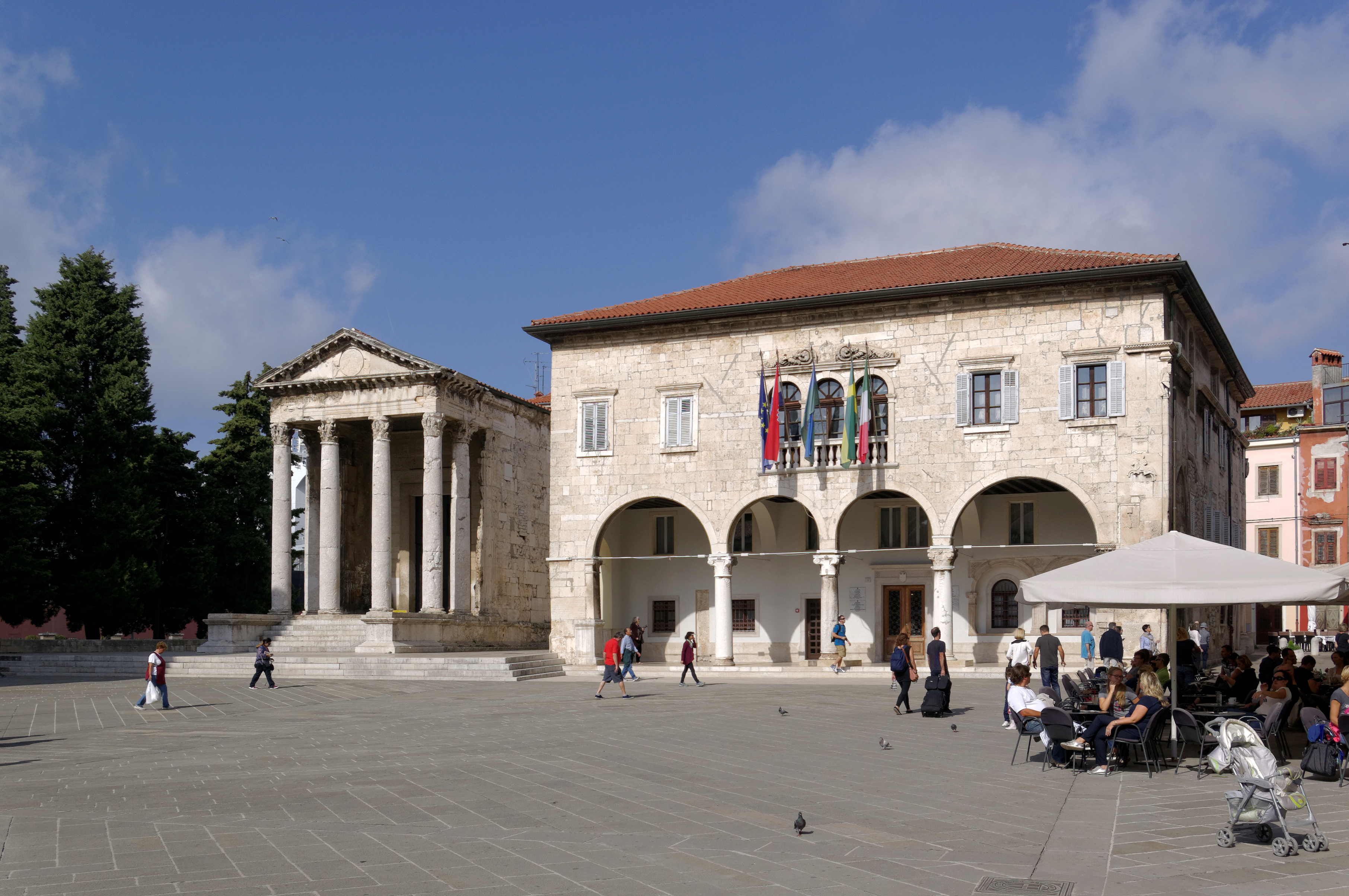
Temple d'Auguste et Ancien Capitole.
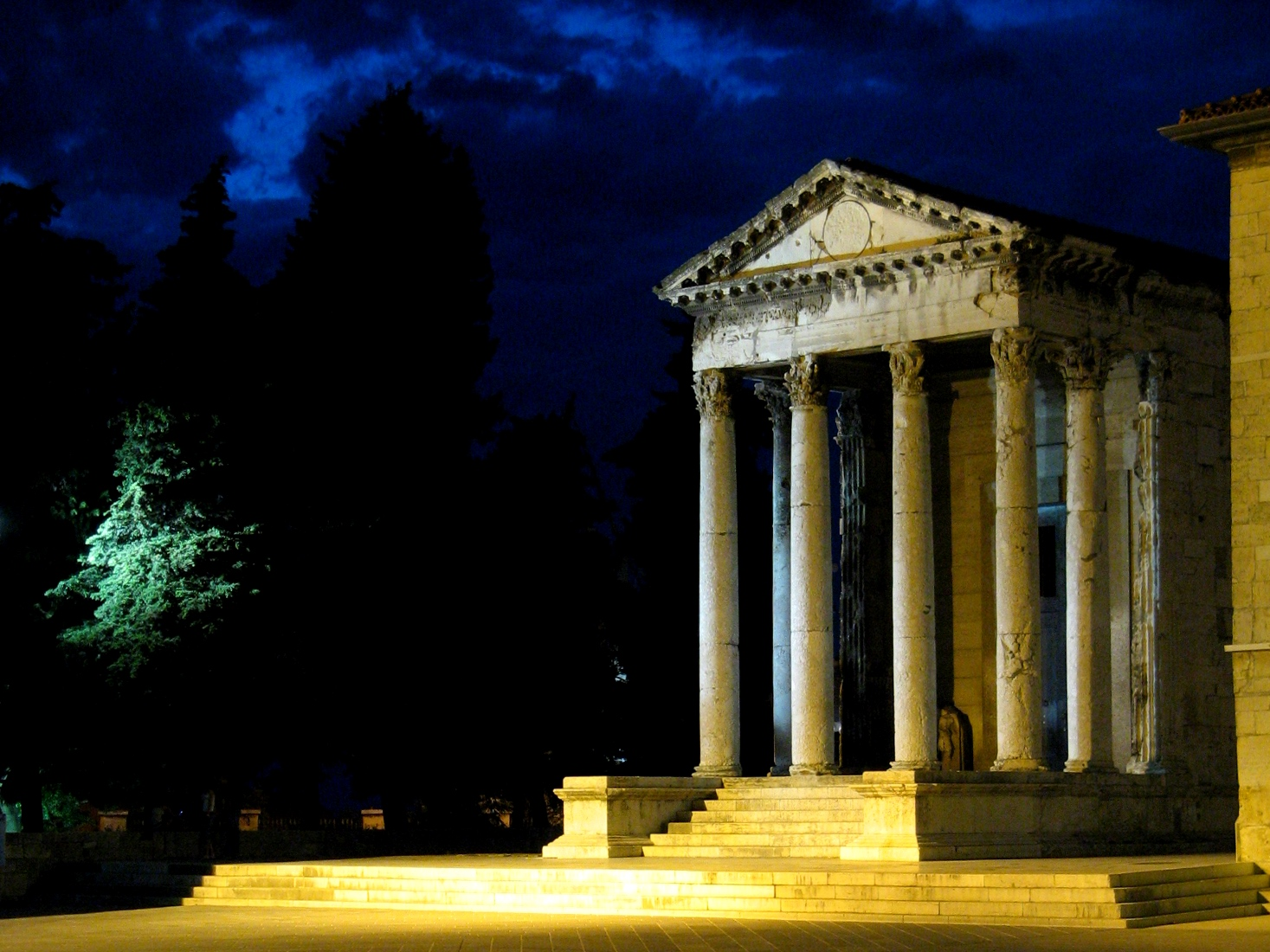
Temple d'Auguste.
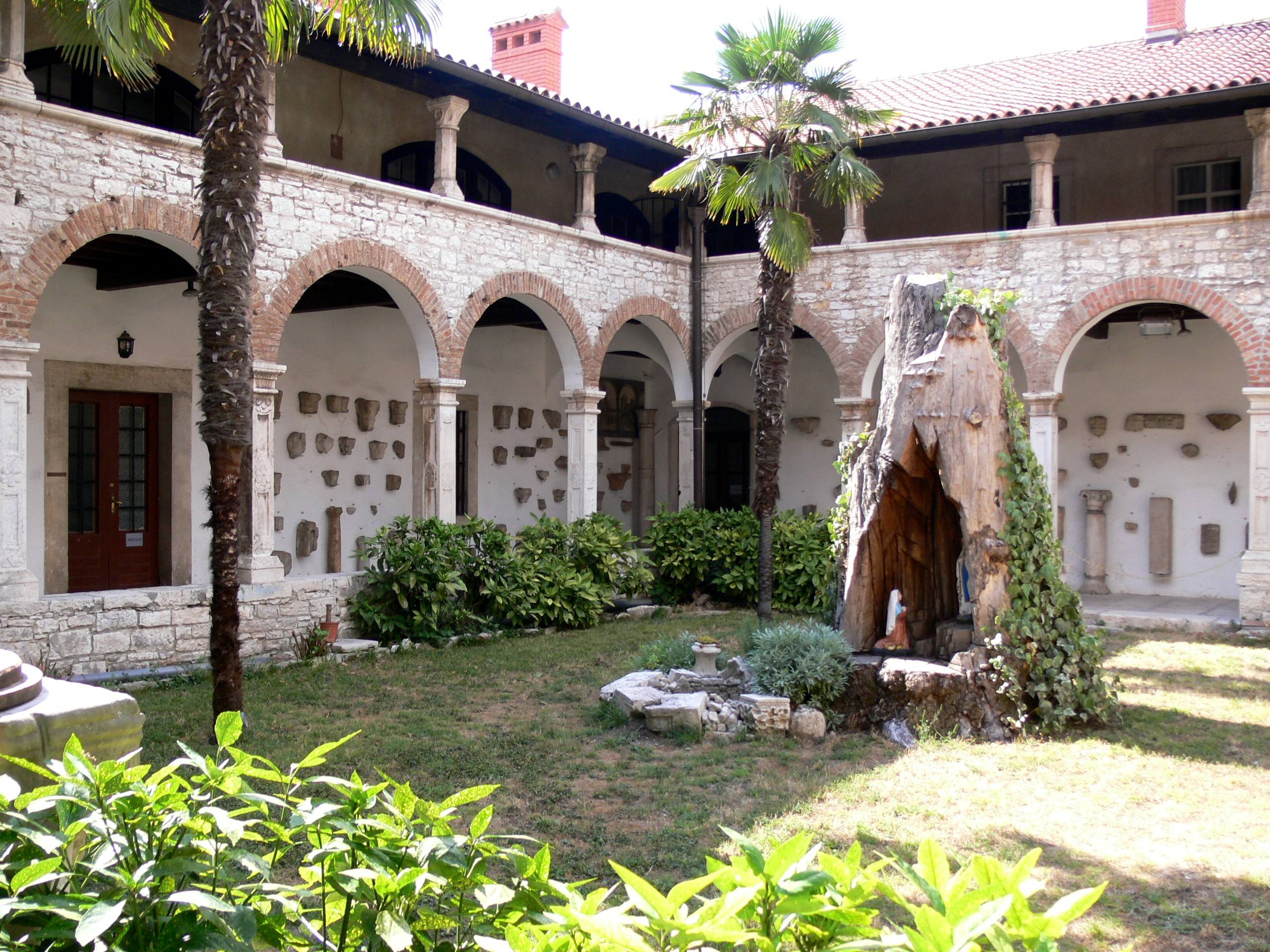
Monastère franciscain du XIIe siècle.
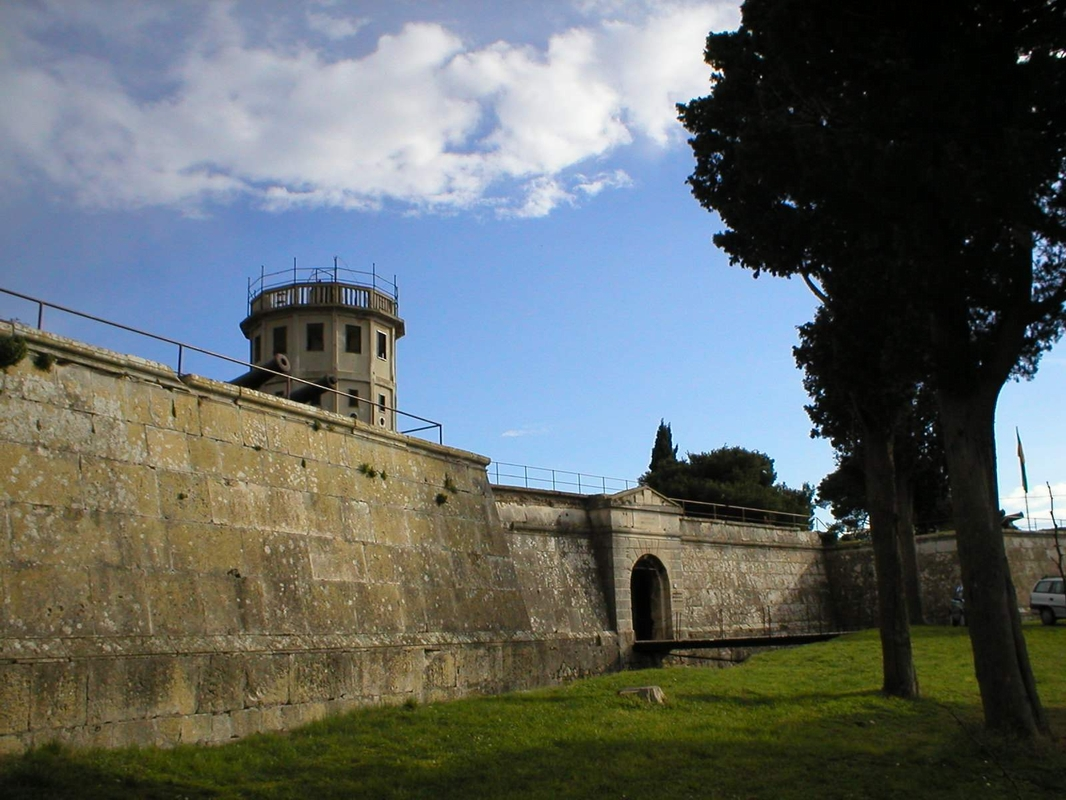
Forteresse de Pula.
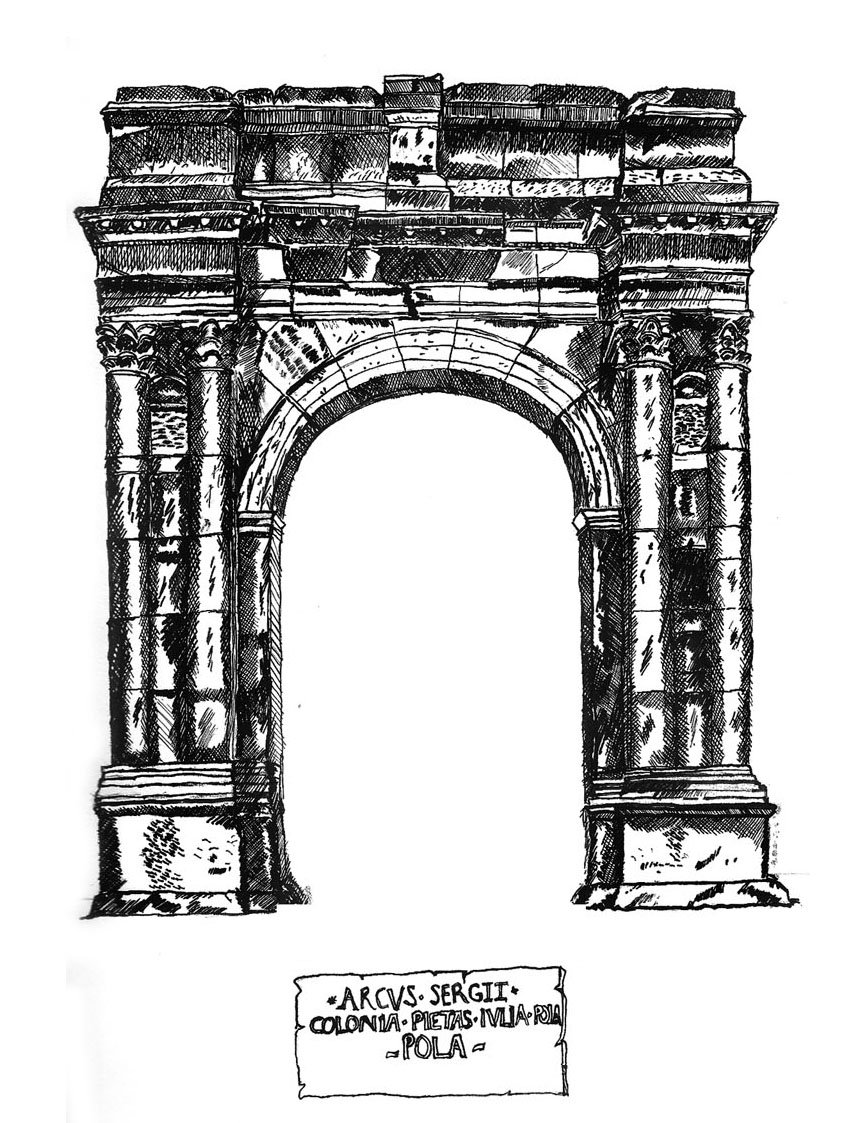
L'Arcus Sergii.

## Jumelage
La ville de Pula est jumelée avec :
| Ville | Ville                    | Pays | Pays               | Période                     |
| ----- | ------------------------ | ---- | ------------------ | --------------------------- |
|       | Brno                     |      | Tchéquie           |                             |
|       | Bénévent                 |      | Italie             |                             |
|       | Graz,                    |      | Autriche           | depuis le 7 novembre 1972   |
|       | Hekinan,                 |      | Japon              | depuis le 5 avril 2007      |
|       | Imola,                   |      | Italie             | depuis le 8 juin 1973       |
|       | Kranj                    |      | Slovénie           |                             |
|       | Novorossiïsk             |      | Russie             | depuis 1997                 |
|       | Oujhorod                 |      | Ukraine            |                             |
|       | Pécs                     |      | Hongrie            |                             |
|       | Sarajevo,                |      | Bosnie-Herzégovine | depuis le 21 septembre 2012 |
|       | Szeged,                  |      | Hongrie            | depuis 2003                 |
|       | Trèves,                  |      | Allemagne          | depuis le 8 septembre 1971  |
|       | Varaždin                 |      | Croatie            |                             |
|       | Veles                    |      | Macédoine du Nord  |                             |
|       | Veles (en)               |      | Macédoine du Nord  |                             |
|       | Vienne                   |      | Autriche           |                             |
|       | Villefranche-de-Rouergue |      | France             | depuis le 6 mai 2008        |
|       | Vérone,                  |      | Italie             | depuis le 7 avril 1980      |
|       | Čabar,                   |      | Croatie            | depuis le 22 juillet 1974   |

## Langues
La langue parlée par une très grande majorité des habitants est le croate, en particulier sous la forme čakavienne (parler ikavien).
De plus, une majorité des habitants parle italien, et l'activité touristique de la ville fait que de plus en plus de personnes parlent allemand et anglais.
La signalisation routière est bilingue, normalement affichée en double forme croate et italienne.

## Monuments

### Vestiges romains
- Amphithéâtre
- Temple d'Auguste
- Arc des Sergii
- Porta Gemina

### Autres
- Cathédrale
- Chapelle de Santa Maria Formosa
- Fortin qui domine la ville
- Palais communal du XIIIe siècle (hôtel de ville)
- Ceinture fortifiée de Pula
- Église franciscaine du XIVe siècle ainsi que son monastère attenant.
- Statue de James Joyce

## Personnalités liées à la ville
- Laura Antonelli, actrice italienne qui fut la compagne de Jean-Paul Belmondo, née à Pola le 28 novembre 1941 en Italie, morte à Ladispoli (Rome) en 2015 ;
- Egidio Bullesi (1905-1929), membre profès de l'Ordre franciscain séculier, nommé Vénérable en 1997 ;
- Sergio Endrigo, auteur-compositeur-interprète, né à Pola en 1933, mort à Rome en 2005 ;
- Stjepan Hauser, violoncelliste ;
- James Joyce, et sa future femme, Nora Barnacle, vécurent de début novembre 1904 à début mars 1905 à Pola où il était professeur d’anglais à l’école Berlitz ;
- Tarsilla Osti, née à Pola, religieuse mystique, vénérable ;
- Mikela Ristoski, championne paralympique de saut en longueur, née à Pula en 1989 ;
- Rossana Rossanda, journaliste et femme politique italienne (Parti communiste italien), née à Pola le 23 avril 1924 ;
- Antonio Smareglia (1854-1929), compositeur ;
- Luka Stepančić, handballeur international croate ;
- Petar Tradenik, doge de Venise au IXe siècle, né à Pula ;
- Alida Valli (1921-2006), actrice italienne qui tient le rôle principal dans le film Senso de Luchino Visconti, ainsi que dans Le Troisième Homme de Carol Reed, née à Pola le 31 mai 1921 en Italie.